# Eskil Mikaelis
Eskil Mikaelis var en svensk ämbetsman under början av 1500-talet.
Eskil Mikaelis omtalas första gången 1502 som Sten Sture den äldres förtrogne i ekonomiska angelägenheter, och syns senare ha kommit i tjänst hos Erik Johansson (Vasa). Han omtalas 1517 som tillhörande Gustav Vasas tjänare. Då denne blivit kung, blev Eskil Mikaelis hans biträde vid skötseln av kungens privata affärer och intog under många år som kamrer en viktig post inom förvaltningen av rikets finanser.